# Johann Gottlieb Adam
Johann Gottlieb Adam, född 1746, död 11 februari 1826 var en flöjtist i Kungliga Hovkapellet.
Adam anställdes i Hovkapellet 1774 och begärde avsked därifrån 1781, men återanställdes igen 1787. Möjligen befann sig Adam utomlands under mellanåren, då han inte står noterad för någon övrig verksamhet. Han avskedades och pensionerades vid Gustav IV Adolfs massuppsägningar 1807, men anställdes ännu en gång 1811 varefter han anställdes som förste violinist från 1818.
Adam blev invald som ledamot nummer 121 i Kungliga Musikaliska Akademien den 18 april 1788.

## Verk
- Duett för två traversflöjter.[3]
- Solo för traversflöjt. Uppförd i april 1777.[3]
- 12 variationer för två flöjter.[3]